# Symboles olympiques

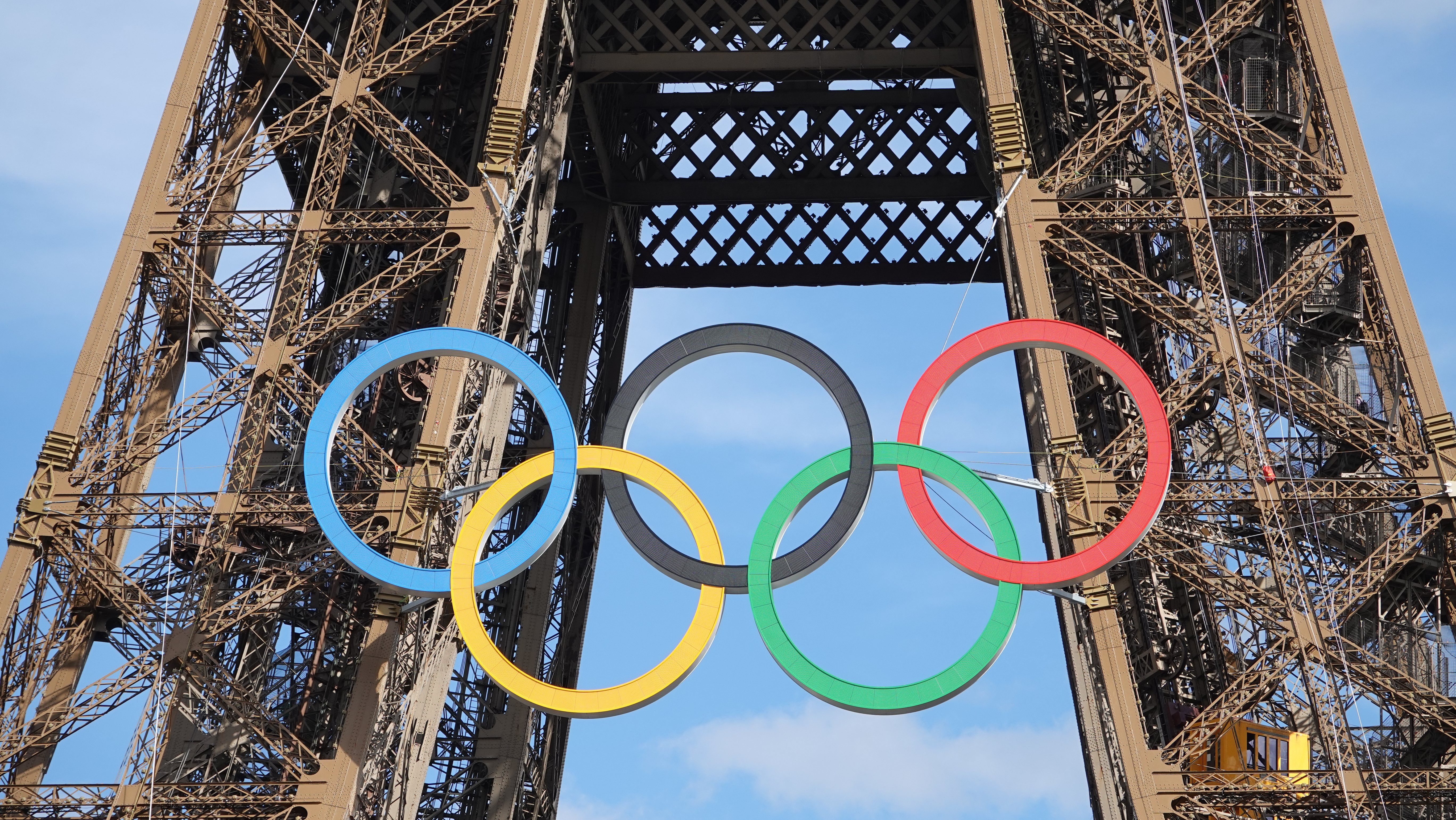
Le anneaux olympiques originaux installés sur la Tour Eiffel (2024).

Les symboles olympiques sont des icônes, des drapeaux et des symboles utilisés par le Comité international olympique (CIO) pour représenter les Jeux olympiques. Certains, comme la flamme olympique, la fanfare et l'hymne olympique, sont plus couramment utilisés lors des compétitions olympiques, mais d'autres, comme le drapeau olympique, sont utilisés de façon continue. Le drapeau olympique est créé sous la direction de Pierre de Coubertin en 1913 et présenté au public en 1914. Il est hissé pour la première fois en 1920 à Anvers, en Belgique, aux Jeux olympiques d'été de 1920. Les cinq anneaux représentent les cinq continents du monde.

## Devise
La devise olympique est à l'origine le hendiatris « Citius, Altius, Fortius », qui signifie en latin « plus vite, plus haut, plus fort ». Elle est proposée par Pierre de Coubertin lors de la création du Comité international olympique en 1894. Il l'emprunte à son ami Henri Didon, un prêtre dominicain passionné d'athlétisme.
La devise est introduite aux Jeux olympiques d'été de 1924 à Paris. Les idéaux olympiques de Coubertin sont exprimés dans cette citation, reprise de l'évêque Ethelbert Talbot (en) : « L’important dans ces olympiades, c’est moins d’y gagner que d’y prendre part. Retenons, Messieurs, cette forte parole, l’important dans la vie, ce n’est point le triomphe mais le combat ; l’essentiel ce n’est pas d’avoir vaincu mais de s’être bien battu ».
Le 20 juillet 2021, la 138e session du CIO réunie à Tokyo approuve une modification de la devise olympique qui devient : Plus vite, Plus Haut, Plus Fort - Ensemble (soit, en latin : Citius, Altius, Fortius - Communiter).

## Anneaux

Le symbole à cinq anneaux des Jeux olympiques.

Les cinq anneaux imbriqués, colorés en bleu, jaune, noir, vert et rouge sur un fond blanc, sont appelés «anneaux olympiques ». Le symbole est créé à l'origine en 1913 par Coubertin. Il semble avoir voulu que les anneaux représentent les cinq continents habités : Europe, Asie, Afrique, Amérique et Océanie. Selon Coubertin, les couleurs des anneaux ainsi que le blanc de l'arrière-plan comprennent les couleurs composant le drapeau de chaque nation concurrente à l'époque. Lors de son introduction initiale, Coubertin déclare dans l'édition d'août 1913 de l'Olympique : « Ces cinq anneaux représentent les cinq parties du monde désormais acquises à l’Olympisme et prêtes à accepter les fécondes rivalités. De plus les six couleurs ainsi combinées reproduisent celles de toutes les nations sans exception. Le bleu et jaune de Suède, le bleu et blanc de Grèce, les tricolores français, anglais, américain, allemand, belge, italien, hongrois, le jaune et rouge d’Espagne voisinent avec les innovations brésilienne ou australienne, avec le vieux japon et la jeune Chine. Voilà vraiment un emblème international ».

Logo de l'USFSA.

Dans son article paru dans la Revue Olympique en novembre 1992, l'historien américain Robert Barney explique que l'idée des anneaux entrelacés est venue à Pierre de Coubertin lorsqu'il était à la tête de l'USFSA, association fondée par l'union de deux associations sportives françaises et jusqu'en 1925, chargée de représenter le Comité international olympique en France. Cet emblème de l'union est deux anneaux entrelacés comme la vesica piscis, typique des anneaux de mariage entrelacés. C'est à l'origine l'idée du psychiatre suisse Carl Jung : pour lui, la bague symbolisait la continuité et l'être humain.
Le Congrès de 1914 est suspendu en raison du déclenchement de la Première Guerre mondiale, mais le symbole et le drapeau sont ensuite adoptés. Ils font officiellement leurs débuts aux Jeux olympiques d'été de 1920 à Anvers, en Belgique.
La popularité et l'utilisation généralisée du symbole commence pendant la période précédant les Jeux olympiques d'été de 1936 à Berlin. Carl Diem, président du comité d'organisation de ces jeux souhaite organiser une cérémonie avec les porteurs de flambeaux dans le stade de Delphes, site du célèbre oracle, où se tenaient également les Jeux pythiques. À cet effet, il ordonne la construction d'une borne avec les anneaux olympiques gravés sur les côtés. Ensuite, un porteur de flambeau doit porter la flamme olympique avec une escorte jusqu'à Berlin. La cérémonie est célébrée et la borne gravée reste sur place.
Plus tard, deux auteurs américains, Lynn et Gray Poole, lors d'une visite à Delphes à la fin des années 1950, découvrent la pierre et rapportent de façon erronée dans leur Histoire des Jeux Antiques que la conception des anneaux olympiques venait de la Grèce antique. Elle devient ensuite célèbre sous le nom de « pierre de Carl Diem » et contribue au mythe selon lequel le symbole aurait une origine ancienne.
En 2002, le Comité international olympique (CIO) souhaite que le symbole des anneaux « renforce l'idée » que le mouvement olympique est international et invite tous les pays du monde à y adhérer. Dans la Charte olympique, le symbole des anneaux représente l'union des « cinq continents » du monde et la rencontre d'athlètes du monde entier aux Jeux olympiques. Cependant, aucun continent n'est explicitement représenté par un anneau spécifique. Ainsi, si l'édition 1949-1950 du « livret vert » du CIO déclare que le bleu correspond à l'Europe, le jaune à l'Asie, le noir à l'Afrique, le vert à l'Océanie et le rouge à l'Amérique,, cette affirmation est ensuite « annulée » en 1951 parce qu'il n'y a aucune preuve que Coubertin en aurait voulu ainsi. Néanmoins, le logo pré-2014 de l'Association des comités nationaux olympiques place le logo de chacune de ses cinq associations continentales à l'intérieur de l'anneau de la couleur correspondante.

## Drapeaux
Le drapeau olympique est créé par Pierre de Coubertin en 1913.
Des drapeaux olympiques spécifiques sont affichés par les villes qui accueilleront les prochains Jeux olympiques. Au cours de chaque cérémonie de clôture des Jeux olympiques, le drapeau est passé du maire de la ville hôte à celui de la ville qui sera hôte des prochains Jeux, où il sera étendu sur l'hôtel de ville. Ces drapeaux ne doivent pas être confondus avec les plus grands drapeaux olympiques conçus et créés spécifiquement pour les Jeux, qui survolent le stade hôte puis sont retirés. Comme il n'y a pas de drapeau spécifique à cet effet, les drapeaux flottant au-dessus des stades présentent généralement des différences subtiles, y compris des variations de couleur mineures, et, plus sensiblement, la présence (ou l'absence) de contours blancs autour de chaque anneau.

### Drapeau d'Anvers
Le premier drapeau olympique est présenté aux Jeux olympiques de 1920 dans la ville d'Anvers, en Belgique. À la fin des Jeux, le drapeau est introuvable et un nouveau drapeau olympique doit être fabriqué pour les Jeux olympiques d'été de 1924 à Paris. Bien qu'il s'agisse d'un remplaçant, le CIO l'appelle encore officiellement « Drapeau d'Anvers » au lieu de « Drapeau de Paris ». Il est transmis à la prochaine ville organisatrice des Jeux olympiques d'été ou des Jeux olympiques d'hiver jusqu'aux Jeux olympiques d'hiver de 1952 à Oslo, en Norvège. À partir de là, un drapeau olympique distinct est créé pour être utilisé uniquement aux Jeux olympiques d'hiver. Le drapeau de 1924 continue à être utilisé aux Jeux olympiques d'été jusqu'aux Jeux de 1988 à Séoul, date à laquelle il est retiré.
En 1997, lors d'un banquet organisé par le Comité olympique américain, un journaliste interviewe Hal Haig Prieste, médaillé de bronze en plongeon aux Jeux de 1920. Lorsque le journaliste mentionne que le CIO n'a jamais été en mesure de savoir ce qui était arrivé au drapeau olympique originel, Hal Prieste avoue être en sa possession depuis 77 ans. En effet, à la fin des Jeux olympiques d'Anvers, sous l'impulsion de son coéquipier Duke Kahanamoku, il grimpe au mât et vole le drapeau olympique, qui reste ensuite au fond de sa valise. Le drapeau est rendu au CIO par Prieste, alors âgé de 103 ans, lors d'une cérémonie spéciale organisée aux Jeux de 2000 à Sydney,,. Le drapeau original d'Anvers est maintenant exposé au Musée olympique de Lausanne, en Suisse, avec une plaque remerciant le don.

### Drapeau d'Oslo
Le drapeau d'Oslo est présenté au CIO par le maire d'Oslo, lors des Jeux olympiques d'hiver de 1952. Depuis, il est transmis à la prochaine ville organisatrice des Jeux olympiques d'hiver. À partir de 2010, le drapeau d'Oslo est conservé dans une boîte spéciale et une réplique est utilisée lors des cérémonies de clôture.

### Drapeau de Séoul

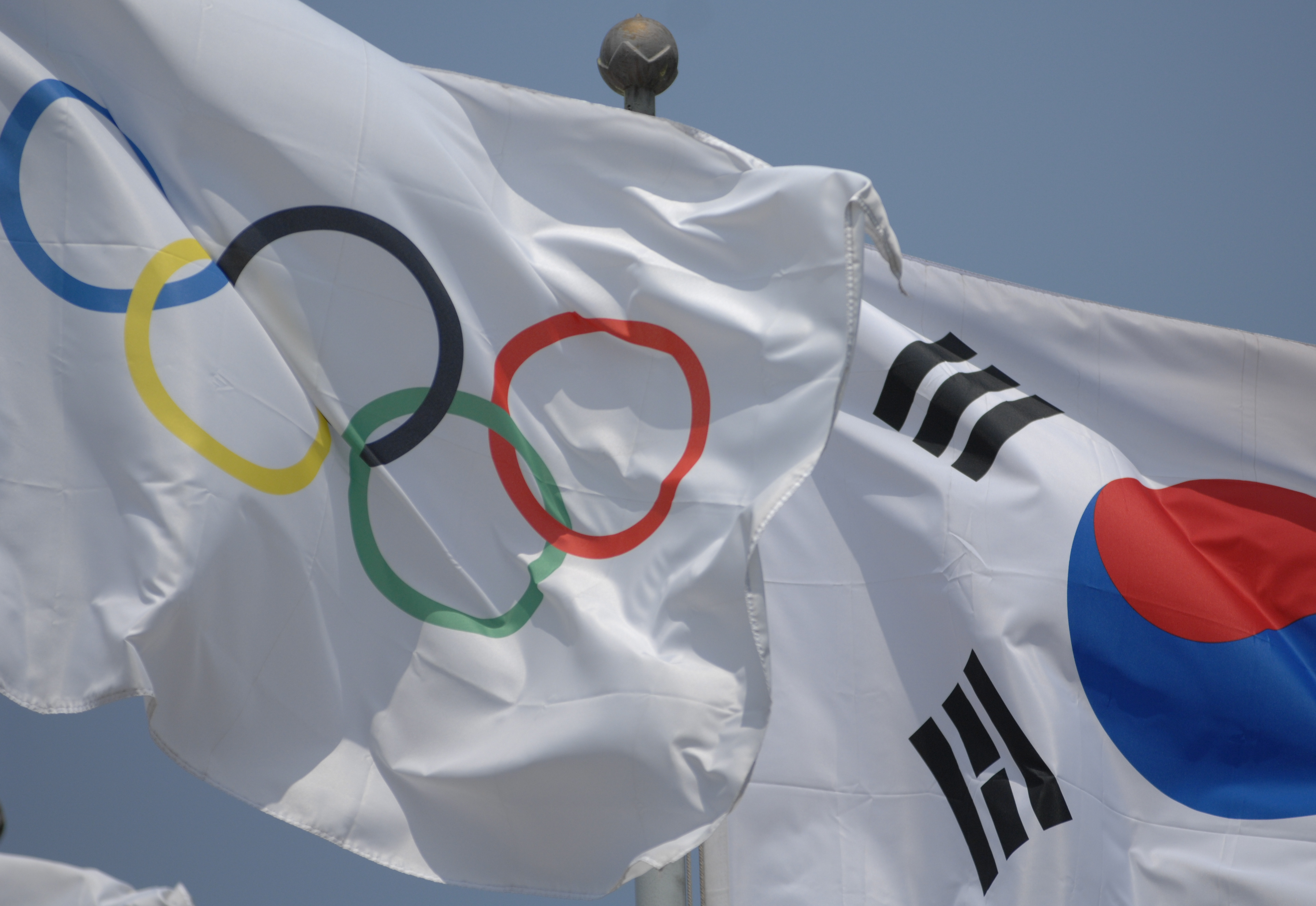
Drapeau de la Corée du Sud aux côtés d'un drapeau olympique dans parc olympique de Séoul.

En tant que successeur du drapeau d'Anvers, le drapeau de Séoul est présenté au CIO aux Jeux olympiques d'été de 1988 par la ville de Séoul, en Corée du Sud, et a ensuite été transmis à la prochaine ville organisatrice des Jeux olympiques d'été jusqu'en 2012. Le drapeau de Séoul est à présent exposé au siège du gouvernement métropolitain de Tokyo.

### Drapeau de Rio de Janeiro
En tant que successeur du drapeau de Séoul, le drapeau de Rio de Janeiro est présenté au CIO aux Jeux olympiques d'été de 2016 par la ville de Rio de Janeiro, au Brésil, et est ensuite transmis à la prochaine ville organisatrice, Tokyo.

### Drapeau de Singapour
Pour les premiers Jeux olympiques de la jeunesse, un drapeau olympique est créé. Le drapeau est similaire au drapeau olympique mais porte le nom de la ville ainsi que l'année de l'événement. Il est présenté pour la première fois à Singapour par le président du CIO, Jacques Rogge,. Lors de la cérémonie de clôture du 26 août 2010, les responsables de Singapour en font cadeau au prochain comité d'organisation, Nanjing 2014.

### Drapeau d'Innsbruck
Un drapeau olympique est présenté au CIO lors de la première édition des Jeux olympiques de la jeunesse d'hiver de 2012 par la ville d'Innsbruck, en Autriche, et est depuis transmis à la prochaine ville organisatrice des Jeux olympiques de la Jeunesse d'hiver.

## Flamme

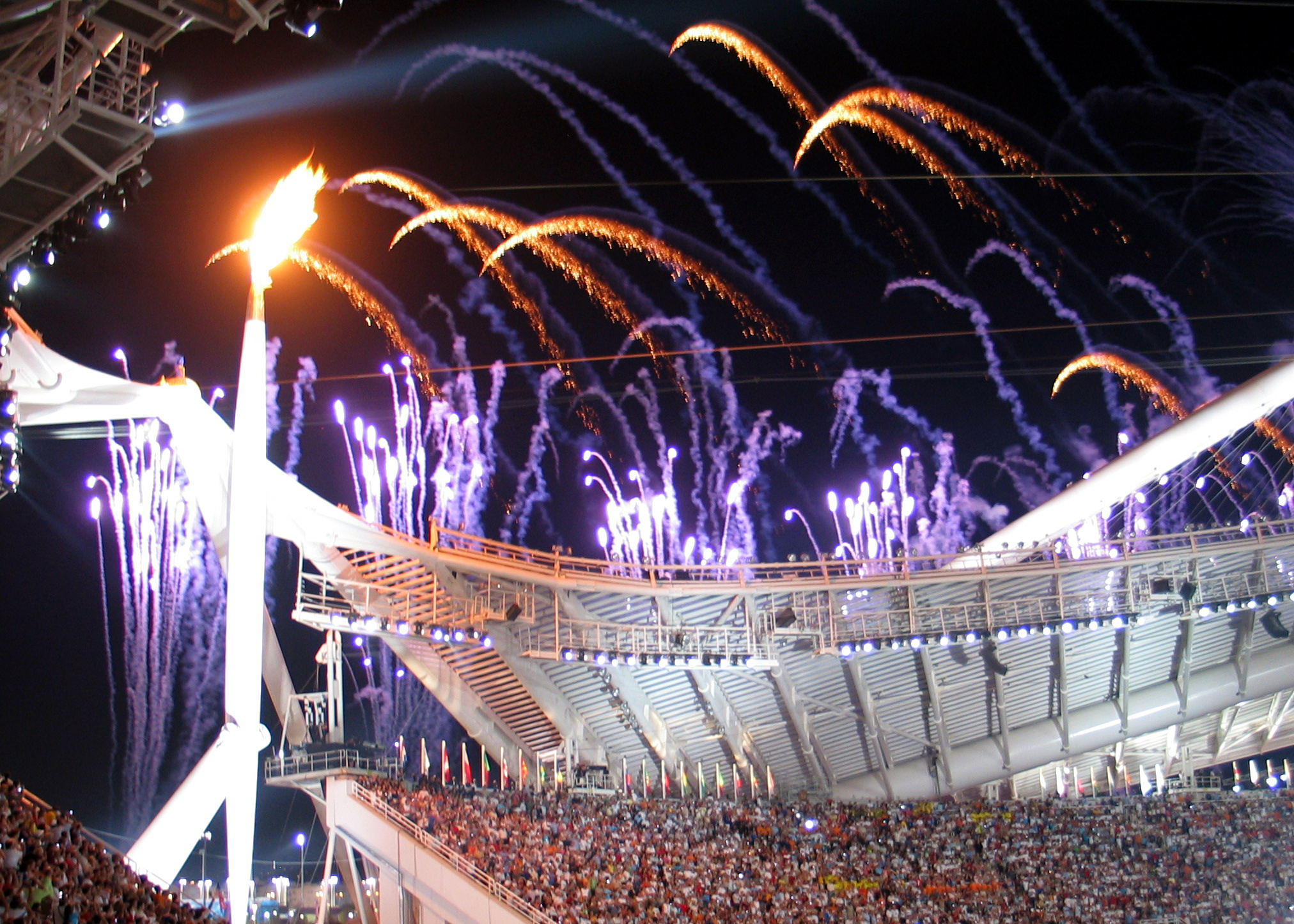
La flamme olympique à Athènes en 2004 lors de la cérémonie d'ouverture.

La tradition moderne de déplacer la flamme olympique via un système de relais de la Grèce au site olympique débute avec les Jeux de Berlin en 1936. Des mois avant la tenue des Jeux, la flamme olympique est allumée sur une torche, avec les rayons du soleil concentrés par un miroir, sur le site des Jeux olympiques antiques à Olympie, en Grèce. Le flambeau est ensuite transporté dans le pays ou le continent où se déroulent les Jeux.
La torche olympique est portée par des athlètes, des dirigeants, des célébrités et des gens ordinaires, et parfois dans des conditions inhabituelles, comme être transmise électroniquement par satellite pour Montréal 1976, submergée sous l'eau sans s'éteindre pour Sydney 2000, ou dans l'espace et au Pôle Nord pour Sotchi 2014. Le dernier jour du relais de la flamme, le jour de la cérémonie d'ouverture, la flamme atteint le stade principal et est utilisée pour allumer un chaudron situé dans une partie proéminente du lieu pour signifier le début des Jeux.

## Médailles et diplômes
Les médailles olympiques décernées aux gagnants sont également un symbole associé aux Jeux olympiques. Les médailles sont en argent plaqué or – pour les médailles d'or – argent ou en bronze, et sont décernées aux trois premiers dans une épreuve particulière, sauf exception comme en boxe ou en judo. De 1928 à 2000, le revers des médailles contient une image de Niké, la déesse traditionnelle de la victoire, tenant une palme dans sa main gauche et une couronne de vainqueur dans sa droite, d'après une conception de Giuseppe Cassioli. Pour chaque éditions, l'avers est modifié afin de refléter l'hôte des Jeux et chaque médaille de l'olympiade possède ce dessin commun.
En 2004, le revers des médailles change pour faire une référence plus explicite au caractère grec des jeux. Dans cette conception, la déesse Niké vole dans le stade panathénaïque, reflétant le renouvellement des jeux. Le dessin est réalisé par Elena Votsi.

## Hymne

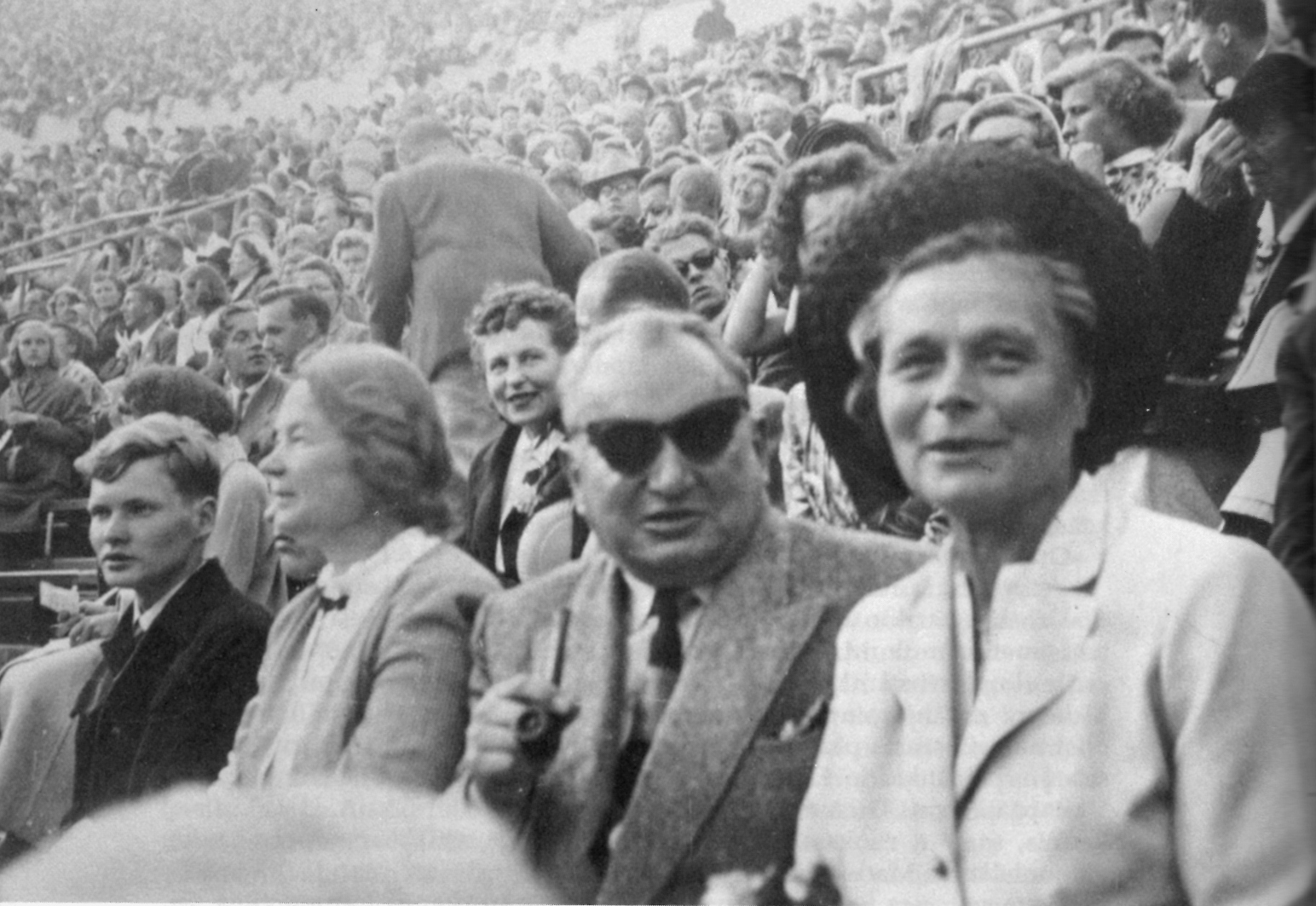
Le compositeur de l'hymne olympique de 1952, Aarre Merikanto, au stade olympique d'Helsinki pendant les jeux.

L'« hymne olympique » est joué lorsque le drapeau olympique est hissé. Il est composé par Spyros Samaras avec les mots d'un poème du poète grec Kostis Palamas d'après un choix de Demetrius Vikelas, un pro-européen grec et premier président du CIO. L'hymne est interprété pour la première fois pour la cérémonie d'ouverture des Jeux olympiques d'Athènes de 1896, mais il n'est officiellement déclaré hymne officiel par le CIO qu'en 1958. Au cours des années suivantes, chaque pays hôte commande la composition d'un hymne olympique spécifique pour sa propre édition des Jeux jusqu'aux Jeux olympiques d'hiver de 1960 à Squaw Valley.

## Couronne d'olivier
La couronne d'olivier, ou kotinos (grec moderne : κότινος ), est une branche d'olivier, à l'origine d'olivier sauvage, entrelacée pour former un cercle ou un fer à cheval et attribuée à Héraclès. Aux Jeux olympiques antiques, il n'y avait pas de médailles d'or, d'argent ou de bronze et seul le gagnant d'une épreuve était couronné avec une kotinos faite de feuilles d'olivier sauvages d'un arbre sacré près du temple de Zeus à Olympie. Aristophane explique dans Ploutos que les athlètes victorieux sont couronnés d'une couronne d'olivier sauvage plutôt que d'or. Les athlètes victorieux ont été honorés, célébrés et loués. Leurs actes ont été annoncés et relatés afin que les générations futures puissent apprécier leurs réalisations.
Cependant, ce n'est pas toujours leur seule récompense, l'athlète antique étant souvent récompensé par une généreuse somme d'argent par son pays. La tradition des kotinos est renouvelée spécifiquement pour les Jeux d'Athènes 2004, même si dans ce cas elle est décernée simultanément avec la médaille d'or. Outre son utilisation dans les cérémonies de remise des prix, les kotinos sont choisis comme emblème des Jeux olympiques de 2004.

## Salut olympique

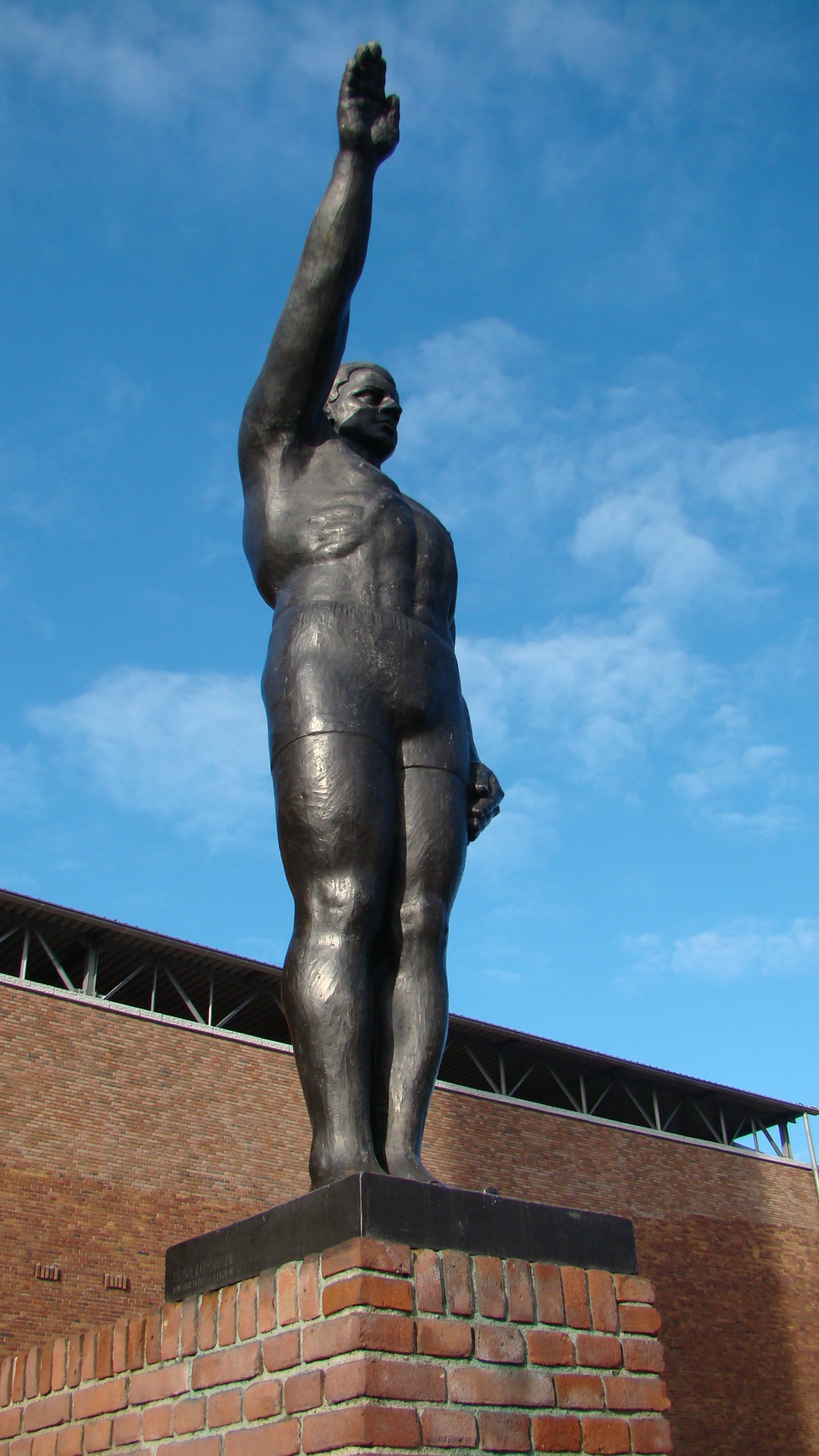
Le Salut olympique de Gra Rueb, sculpté pour les Jeux olympiques d'été de 1928 à Amsterdam.

Le salut olympique est une variante du salut romain, avec le bras et la main droits tendus et pointés vers le haut, la paume vers l'extérieur et vers le bas, les doigts se touchant. Ce salut est visible sur les affiches officielles des jeux à Paris 1924  et à Berlin 1936.
Le salut olympique n'est plus utilisé depuis la Seconde Guerre mondiale en raison de sa grande similarité avec le salut fasciste. Il est uniquement utilisé par l'équipe de France lors de la cérémonie d'ouverture des Jeux olympiques d'hiver de 1948. L'équipe japonaise l'aurait également utilisé lors du défilé à Melbourne en 1956.[réf. nécessaire].

## Mascottes
Depuis les Jeux olympiques d'hiver de 1968 à Grenoble, chaque édition des Jeux olympiques bénéficie d'une mascotte olympique. Il s'agit généralement un animal originaire de la région ou parfois de figures humaines représentant le patrimoine culturel. La première mascotte célèbres lors des Jeux est Misha aux Jeux olympiques d'été de 1980 à Moscou. Misha est largement utilisée lors des cérémonies d'ouverture et de clôture, est le sujet d'un dessin animé télévisé et apparaît sur plusieurs produits dérivés.
À partir de là, la plupart des marchandises destinées aux jeunes se concentrent sur les mascottes plutôt que sur le drapeau ou logo olympique.

## Propriété intellectuelle
Le mouvement olympique est très protecteur de ses symboles. Ainsi, de nombreuses juridictions ont donné raison au mouvement lors de conflits de droit des marques concernant tout arrangement imbriqué de cinq anneaux et l'utilisation du mot « olympique ». Cependant, les anneaux ne sont pas éligibles à la protection du droit d'auteur, à la fois en raison de leur date de création et parce que cinq cercles n'atteignent pas le seuil d'originalité requis pour être protégé par ce droit.
Le mouvement a par exemple pris des mesures contre de nombreux groupes présumés avoir violé leurs marques, par exemple contre les Gay Games ou contre l'éditeur Wizards of the Coast, qui avait publié le jeu Legend of the Five Rings.

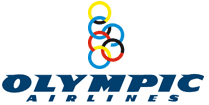
Logo d'Olympic Airlines, non affilié avec le CIO.

En 1938, la brasserie norvégienne Frydenlund brevète une étiquette pour sa bière de racine qui présentait les cinq anneaux olympiques. En 1952, lorsque la Norvège doit accueillir les Jeux olympiques d'hiver, le Comité olympique est informé par l'Office norvégien des brevets que c'est Frydenlund qui détenait les droits sur les anneaux dans ce pays. Aujourd'hui, la société qui a succédé, Ringnes AS, détient les droits d'utilisation des cinq anneaux brevetés sur sa bière. En outre, quelques autres entreprises ont réussi à utiliser le nom olympique, comme Olympic Paint, qui a un pinceau en forme de torche comme logo, et l'ancien transporteur de passagers grec Olympic Airlines.
Certaines autres organisations et événements sportifs ont reçu l'autorisation du CIO d'utiliser le mot « Olympics » dans leur nom, comme les Special Olympics, un événement sportif international organisé tous les quatre ans pour les personnes ayant une déficience intellectuelle.

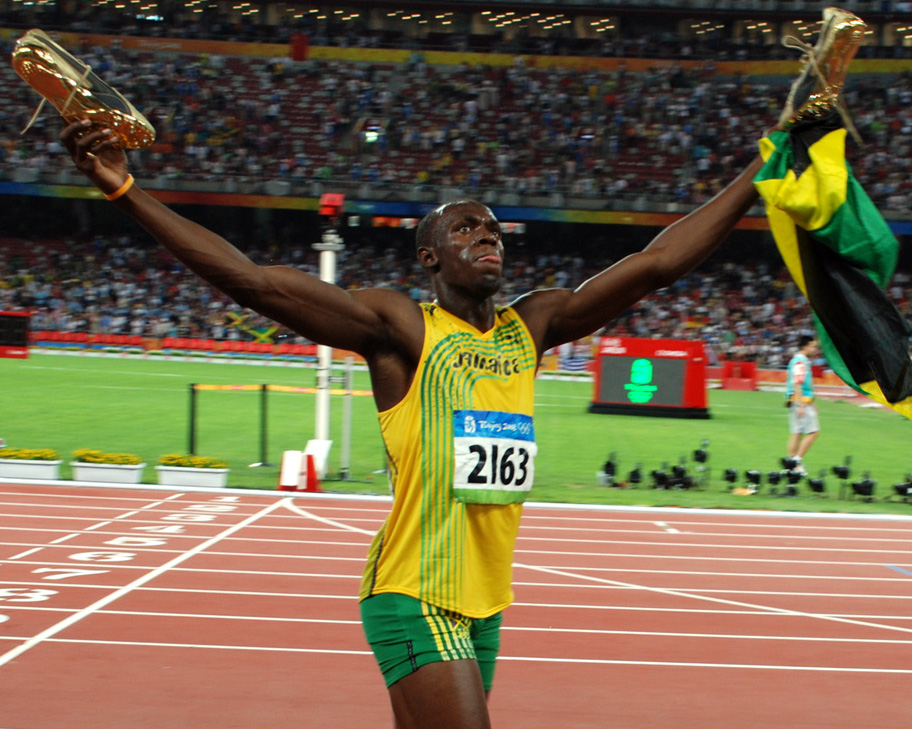
Usain Bolt expose ses chaussures en or, confectionnées par Puma, lors de sa victoire aux Jeux olympiques d'été de 2008 alors que l'équipementier officiel des JO est Adidas, ce qui constitue de lambush marketing.

Le CIO conserve la propriété exclusive et le contrôle de l'utilisation des symboles olympiques par le biais d'un traité international et de la demande du CIO de promulguer des lois dans les pays hôtes qui accordent une protection de marque spéciale aux symboles olympiques. En 1981, le Traité de Nairobi concernant la protection du symbole olympique (traité de Nairobi), administré par l’Organisation mondiale de la propriété intellectuelle, est signé par cinquante-deux nations. Ceux-ci sont depuis obligés de protéger les symboles olympiques contre toute utilisation à des fins commerciales sans l'autorisation du CIO. En vertu du traité de Nairobi, si le CIO autorise l'utilisation d'un symbole olympique dans une nation qui est partie au traité, alors le Comité national olympique de cette nation a droit à une partie des revenus générés par l'autorisation d'utilisation du CIO. Le traité de Nairobi prévoit un cadre de protection internationale de la propriété intellectuelle de la licence de tous les symboles olympiques,.
Le CIO a également exigé l'adoption de lois pour lutter contre le ambush marketing par des sponsors non officiels pendant les Jeux en imposant de lourdes restrictions à l'utilisation de tout terme ou image qui serait une association non autorisée avec les Jeux, y compris la simple mention de la ville hôte, de l'année et d'autres,.